# Пірвелі Чога
Пірвелі Чога (груз. პირველი ჭოღა) — село в Грузії.
За даними перепису населення 2014 року в селі проживає 724 особи.